# DJ Shadow
Joshua Paul "Josh" Davis (San José, California; 29 de junio de 1972), más conocido por su nombre artístico DJ Shadow,  es un DJ y productor discográfico estadounidense, conocido como uno de los pioneros del hip hop instrumental y hip hop experimental, Inicialmente fue miembro del grupo británico de trip hop: Unkle, pero su éxito lo obtuvo como solista con su primer álbum de estudio, Endtroducing..... fue lanzado en 1996.

## Biografía

### Inicios
DJ Shadow empezó su carrera musical como DJ en la emisora de radio, del campus de la Universidad de Davis, California, KDVS en 1991. Ese período fue uno de los más importantes en el desarrollo del estilo hip hop experimental, asociado al sello discográfico Solesides en California. Sus primeros sencillos para el sello, incluidos In Flux y Lost & Found (SFL), fueron el resultado de la fusión de elementos funk, rock, hip hop, ambient, jazz y soul. Al DJ Shadow se le califica a menudo como uno de los principales creadores en EE. UU. del trip-hop. Aunque su música es difícil de clasificar, sus primeras contribuciones fueron, sin duda alguna, importantes como alternativa al hip hop comercial y el gangsta rap, estilos que él nunca aceptó. Cita grupos como Kurtis Mantronik, Steinski y Prince Paul como influencias para su música basada en el sampleo. Su música rara vez presenta más de un clip de voces o trabajo vocal.
No fue hasta su distribución-asociación con Mo' Wax cuando su sonido comenzó a madurar y desarrollarse plenamente. Más adelante, fundó el sello, Quannum Projects en 1999 fuera del sello anterior Solesides.
DJ Shadow ha colaborado también con otros artistas del panorama del hip-hop, como por ejemplo Cut Chemist junto al que ha creado dos mixtapes. En estos mezcla y fusiona jazz, funk y soul. También ha colaborado con otros artistas, como Blackalicious, Zack de la Rocha, Keak Da Sneak, Mos Def, David Banner y Dr Octagon (también conocido como Kool Keith).

### Primer trabajo de larga duración
En el año 2005, Brian Udelhofen empezó a trabajar en el Shadow Percussion Project, en un intento de adaptar algunas de las pistas de l disco "Endtroducing ". El resultado fue un gran éxito y fue bien recibida por el propio DJ Shadow.
En el año 2006, su tema Six Days interpretado junto con Mos Def, se escucha en la banda sonora de The Fast and The Furious: Tokyo Drift como tema principal de la película.
En el año 2009 fue lanzado el videojuego musical DJ Hero, donde es un personaje jugable y se pueden jugar alguna de sus mezclas.
En septiembre de 2010, DJ Shadow lanzó un sencillo con dos temas llamados Def Surrounds Us" y "I've Been Trying y tomados del nuevo álbum como adelanto. Durante la gira "Shadowsphere" de 2010 comenzaron a surgir nuevas canciones, aunque afirmó que aún no estaba listo un nuevo álbum y que seguiría trabajando para tenerlo listo a tiempo para su gira de 2011.
En mayo de 2011. lanzó un EP llamado I Gotta Rokk con pistas remezcladas del próximo álbum, titulado The Less You Know, the Better. También se lanzó un segundo sencillo "I'm Excited", con Afrikan Boy, el 7 de julio de 2011. Sin embargo, el sencillo fue retirado debido a una infracción de derechos de autor. La infracción también retrasó el lanzamiento del álbum. Otra canción del álbum, titulada "Warning Call", con Tom Vek, fue lanzada el 7 de septiembre de 2011.
El 12 de agosto de 2014, Shadow lanzó su nuevo sello discográfico Liquid Amber, lanzando The Liquid Amber EP para su transmisión como acompañamiento. Otros actos firmados con Liquid Amber incluyen Bleep Bloop, Noer the Boy, Mophono, y Ruckazoid.
En abril de 2015, un grupo llamado Nite School Klik lanzó un sencillo llamado "Posse" en Liquid Amber. En mayo de 2015, Shadow le reveló a Billboard que, de hecho, el grupo era él mismo y el productor de trampas G Jones trabajando juntos. El primer EP homónimo de Nite School Klik fue lanzado el 9 de junio de 2015.
En abril de 2016, Shadow anunció un nuevo álbum titulado The Mountain Will Fall, que fue lanzado el 24 de junio a través de Mass Appeal Records. El 24 de agosto de 2016 se lanzó un video musical para el sencillo principal del álbum, Nobody Speak, con el dúo de rap Run the Jewels.
En colaboración con una tienda de discos de Los Ángeles, Shadow realizó el 10 y 11 de septiembre de 2016 la "Primera venta anual de DJ Shadow Storage", vendiendo duplicados en su colección y ediciones limitadas de su pista "The Sideshow". Ha sido un evento anual desde entonces y duró hasta 2019.
El 20 de abril de 2017, se estrenó una nueva colaboración entre Shadow y Nas llamada "Systematic" en el programa de radio Beats 1 de Zane Lowe. Se reveló que la canción era parte de la banda sonora de Silicon Valley de HBO. Más tarde ese año, en junio, Shadow lanzó el EP The Mountain Has Fallen, con "Systematic" y "Horror Show", un nuevo sencillo con Danny Brown. 2018 vio el lanzamiento de Live in Manchester: The Mountain Has Fallen, un álbum en vivo de nueve pistas grabado en el Albert Hall de Mánchester el 5 de octubre de 2017, mientras Shadow estaba de gira en apoyo de su anterior álbum y EP.
Más tarde anunció un álbum doble titulado Our Pathetic Age que se lanzó el 15 de noviembre de 2019. Este lanzamiento de dos partes incluye una sección instrumental y una suite vocal, con los colaboradores que regresan Run the Jewels y Nas, y artistas como Ghostface Killah, De La Soul y Raekwon.
Deftones se acercó a Shadow para contribuir a su proyecto de remezcla de reedición del vigésimo aniversario de White Pony, Black Stallion . El cantante Chino Moreno explicó que originalmente querían que él remezclara todo el álbum, citándolo como una inspiración en el momento en que lo grabaron. Terminó remezclando Digital Bath, junto a otros productores confirmados como Trevor Jackson y Clams Casino.

## Discografía

### Álbumes en solitario
- Endtroducing..... (1996)
- Preemptive Strike (1998)
- The Private Press (2002)
- Endtroducing..... "Deluxe Edition 2CD´s" (2005)
- The Outsider (2006)
- "This Time - Im Gonna Try It My Way" (Sencillo) (2007)
- DJ Shadow - The DJ Shadow Remix Project (2010)
- The Less You Know the Better (2011)
- The Mountain Will Fall (2016)
- Our Pathetic Age (2019)
- Action Adventure (2023)

### Álbumes en vivo
- Live! In Tune and on Time (2004)

### Álbumes con DJ Q-Bert
- Camel Bobsled Race (1997)

### Álbumes con UNKLE
- The Time Has Come (1994)
- Psyence Fiction (1998)

### Álbumes con Cut Chemist
- Bainfreeze (1999)
- Product Placement (2001)
- Product Placement on Tour (2004)
- Hard Shell (2007)

### Álbumes con Dan The Automator
- Bombay yhe Hard Way: Guns, Cars and Sitars (1998)

### Mixes
- Schoolhouse Funk (2000)
- Diminishing Returns (2003)
- Schoolhouse Funk II (2005)
- Funky Skunk (2005)